# Idool 2011
Idool 2011 was de vierde reeks van de talentenjacht Idool op VTM. De reeks startte in maart 2011 en eindigde op 20 mei 2011.

## Presentatie
De presentatie was zoals alle andere seizoenen van de talentenjacht in handen van Koen Wauters en Kris Wauters. Sean D'Hondt presenteerde de livestream op de website.

## Jury
Jean Blaute is het enige jurylid die er ook bij was in 2003, 2004 en 2007. Blaute was tevens de juryvoorzitter. Voor de andere juryleden was het de eerste keer dat ze jureren in Idool. De jury heeft in deze editie een reddingsboei, als ze vinden dat een kandidaat onterecht werd weggestemd door televoting, kunnen ze die hierdoor alsnog redden.
De jury bestaat uit:
- Koen Buyse
- Jean Blaute
- Wouter Van Belle
- Sylvia Van Driessche

## Kandidaten
Hieronder volgt een lijst van de tien kandidaten. De eerste liveshow startte met 15 deelnemers, van wie er 5 afvielen. Van de laatste 10 kandidaten valt elke liveshow één deelnemer af. De kandidaten namen ook een groepsnummer op, getiteld More to Me. Met dit nummer stonden ze 5 weken op nummer 1 in de Ultratop 50.
| Naam                  | Woonplaats         | Plaats |
| --------------------- | ------------------ | ------ |
| Maureen Vanherberghen | Hoegaarden         | 4e     |
| Jonas Cole            | Sint-Niklaas       | 9e     |
| Juan-Manuel Palomo    | Brugge             | 6e     |
| Kristof De Cleyn      | Brecht             | 3e     |
| Alyssa Luypaert       | Brussel            | 10e    |
| Kato Callebaut        | Leuven             | 2e     |
| Kevin Kayirangwa      | Antwerpen          | 1e     |
| Devon Vancuyl         | Oostende           | 7e     |
| Dennis De Neyer       | Sint-Genesius-Rode | 5e     |
| Lora Van Hooff        | Lanaken            | 8e     |

## Liveshows
Behalve vanaf de halve finale, en de eerste liveshow had elke liveshow een thema.

### Liveshow 1
- Alyssa - 'Put Your Records on' van Corinne Bailey Rae
- Astrid - Firework van Katy Perry - uitgeschakeld
- Dennis - You Give Me Something van James Morrison
- Devon - I'm Yours van Jason Mraz
- Falko - Can’t Get You Out of My head van Kylie Minogue - uitgeschakeld
- Gregory - DJ Got Us Falling in Love Again van Usher - uitgeschakeld
- Jonas - Michael Jackson van Michael Jackson
- Kato - Dancing on My Own van Robyn
- Kevin - Just the Way You Are van Bruno Mars
- Kristof - Iris van Goo Goo Dolls
- Lora - Take a Bow van Rihanna
- Manuel - 'Everything' van Michael Bublé
- Maureen - Rolling in the Deep van Adele
- Nour - I'm Like a Bird van Nelly Furtado - uitgeschakeld
- Saartje - Kiss Me van Sixpence None the Richer - uitgeschakeld

### Liveshow 2
Thema: I Love the 90's (enkel nummers uit de jaren 90)
Bijzondere gast: David Hasselhoff
Muzikale gast: Rozalla
- Alyssa - 'Waiting for Tonight' van Jennifer Lopez - uitgeschakeld
- Dennis - 'Breakfast at Tiffany's' van Deep Blue Something
- Devon - 'Lemon Tree' van Fool’s Garden
- Jonas - 'Stars' van Simply Red
- Kato - 'Torn' van Natalie Imbruglia
- Kevin - 'Cosmic Girl' van Jamiroquai
- Kristof - 'Alive' van Pearl Jam
- Lora - 'Show Me Love' van Robin S
- Manuel - 'Smooth' van Santana ft. Rob Thomas
- Maureen - 'I'm Every Woman' van Whitney Houston

### Liveshow 3
Thema: Made In Belgium (enkel nummers geproduceerd in België)
Bijzondere gast: Alex Callier
- Dennis - 'You and Me' van Milow
- Devon - 'Never Get Enough' van Das Pop
- Jonas - 'Through before we started' van Soulsister - uitgeschakeld
- Kato - 'Crazy Vibes' van Selah Sue
- Kevin - 'Dance All Night' van Brahim
- Kristof - 'Scars' van Stan Van Samang
- Lora - 'Risin' van Natalia
- Manuel - 'Wrong' van Novastar
- Maureen - 'Mad About You' van Hooverphonic

### Liveshow 4
Thema: In Symfonie (moderne nummers in klassieke versie)
Bijzondere gast: Marco Borsato
- Dennis - 'Viva La Vida' van Coldplay
- Devon - 'Have a Nice Day' van Stereophonics
- Kato - 'Someone Like You' van Adele
- Kevin - 'Apologize' van One Republic
- Kristof - 'Beautiful Day' van U2
- Lora - 'Crazy' van Gnarls Barkley - uitgeschakeld
- Manuel - 'Englishman in New York' van Sting
- Maureen - 'Release Me' van Agnes

### Liveshow 5
Thema: In Love
Bijzondere gast: Alexis Jordan
- Dennis - 'Half of My Heart' van John Mayer
- Devon - 'Hey There Delilah' van The Plain White T's - uitgeschakeld
- Kato - 'Price Tag' van Jessie J
- Kevin - 'Forget You' van Cee Lo Green
- Kristof - 'Wicked Game' van Chris Isaak
- Manuel - 'Everlasting Love' van Jamie Cullum
- Maureen - 'Jungle Drum' van Emiliana Torrini

### Liveshow 6
Thema: In Rock
Bijzondere gast: Ray Cokes
Muzikale gast: The Baseballs
- Dennis - 'Behind Blue Eyes' van Limp Bizkit
- Kato - 'You Oughta Now' van Alanis Morissette
- Kevin - 'Beat It' van Fall Out Boy ft. John Mayer
- Kristof - 'Jolene' van White Stripes
- Manuel - 'Animal' van Neon Trees
- Maureen - Heavy Cross van Gossip

### Liveshow 7
Thema: Dance
Bijzondere gast: Regi Penxten
Muzikale gast: Bob Sinclar
- Dennis - Human van The Killers en 'We are All Dancing' van Yoav (remix van Peter Luts) - uitgeschakeld
- Kato - 'Hello' van Martin Solveig en Walk on Water van Milk Inc.
- Kevin - More van Usher en Black and Gold van Sam Sparro
- Kristof - Rain Down On Me van Kane (remix van DJ Tiësto) en Paparazzi van Lady Gaga
- Manuel - Cooler Than Me van Mike Posner en More to Me van Idool 2011 - finalisten - uitgeschakeld
- Maureen - No Stress van Laurent Wolf en Poker Face van Lady Gaga

### Liveshow 8
Thema: Foute muziek
Bijzondere gasten: Sven Ornelis en Kürt Rogiers
Muzikale gast: Eliza Doolittle
- Kato - Dancing Queen van Abba en Het is een nacht van Guus Meeuwis
- Kevin - The Edge of Heaven van Wham! en Suzanne van V.O.F. De Kunst
- Kristof - I Was Made for Lovin' You van Kiss en Een beetje verliefd van André Hazes
- Maureen - 9 to 5 van Dolly Parton en Ik ben verliefd op jou van Paul Severs - uitgeschakeld

### Liveshow 9
Geen thema, de kandidaten brengen een opgelegd nummer door de jury, een door het publiek en een zelfgekozen nummer.
Bijzondere gast: Dan Karaty
Muzikale gast: Mohombi
- Kristof - Little Lion Man van Mumford and Sons en Wheels van Foo Fighters en Always on the Run van Lenny Kravitz - uitgeschakeld
- Kevin - Yeah 3x van Chris Brown en Senorita van Justin Timberlake en He's Misstra know-it-all van Stevie Wonder
- Kato - The Writer van Ellie Goulding en I Wrote the Book van Beth Ditto en Samson van Regina Spektor

### Liveshow 10 (Finale)
De finale, geen thema. De 15 kandidaten brengen nog eens hun hitsingle More to Me.
Bijzondere gast: Natalia (finalist Idool 2003)
- Kevin (winnaar)
  - Auditiesong: Master Blaster van Stevie Wonder
  - Favoriete nummer: Forget You van Cee Lo Green
  - Duet met Natalia: Drop a Little van Natalia
  - Duet met Kato: Broken Strings van James Morrison en Nelly Furtado
  - Idool 2011-single: She's Got Moves
- Kato (uitgeschakeld)
  - Auditiesong: Pack Up van Eliza Doolittle
  - Favoriete nummer: Dancing on My Own van Robyn
  - Duet met Natalia: I Want You Back van Natalia
  - Duet met Kevin: Broken Strings van James Morrison en Nelly Furtado
  - Idool 2011-single: The Joker

## Single
Voor de 2 finalisten werd een single geschreven. Voor kandidaat Kevin werd de single 'She's got Moves' en voor Kato 'The Joker' gemaakt. Enkel Kevin mocht zijn single meteen uitbrengen. Kato heeft ondertussen ook 'The Joker' uitgebracht.

## Wedstrijdverloop
Eerst waren er de audities met meer dan 3.500 kandidaten, waarna enkel de beste mee mochten naar de volgende ronde. Daar werden er dan nog eens 25 gekozen, die mee mochten naar Punta Cana in de Dominicaanse Republiek. Daar moesten er ook meteen 5 de wedstrijd verlaten. Uit die 20 werden dan de 15 kandidaten voor de liveshows gekozen. In de eerste liveshow moesten er opnieuw 5 de wedstrijd verlaten. Daarna blijven nog 10 kandidaten over. Daarvan moet elke liveshow 1 iemand weg, met dus de uiteindelijke winnaar die overbleef.

## Prijzen
De winnaar (Kevin Kayirangwa) won een platencontract bij Sony BMG en een optreden in de Lotto Arena te Antwerpen.

## Trivia
- Er waren meer dan 3.500 inschrijvingen.
- Er werd een cd uitgebracht, 'het beste uit Idool 2011' met de beste nummers van de 10 kandidaten tijdens de liveshows. Op deze verzamel-cd staat eveneens de hitsingle 'More to Me'.
- De 2 finalisten (Kevin en Kato) mogen tijdens de concerten van zanger Marco Borsato in het Sportpaleis optreden. De uiteindelijke winnaar mag zelfs 2 maal komen optreden.
- De auditie van finaliste Kato was een hit op het internet en in België en werd ook gebruikt als trailer voor de start van het programma. Ze zong 'Pack Up' van Eliza Doolittle.
- Kandidaten Kato Callebaut (2e) en Juan-Manuel Palomo (5e) werden een liefdeskoppel tijdens de wedstrijd.
- Finaliste Maureen; die 4e eindigde zong de begingeneriek van de soap Familie in.
- Finalisten Dennis (5de) en Kristof (3de) hebben sinds augustus 2011 een platencontract bij Platenfirma Mostiko hun eerste single kwam september 2011 uit. Hun singles heten respectievelijk 'She's Not Coming Back' en 'Kom Dichterbij'. Beiden brachten ze hun debuutalbum in oktober 2011 uit. Namelijk: 'Dennis' en 'Kristof De Cleyn'. De cd's zijn alleen samen te verkrijgen.